# Friedrich von Wirsberg
Friedrich von Wirsberg (né le 23 novembre 1507 à Glashütten (Bavière), mort le 10 novembre 1573 à la forteresse de Marienberg à Wurtzbourg) est prince-évêque de Wurtzbourg de 1558 à 1573.

## Biographie
Il vient d'une famille noble originaire de Kulmbach en Haute-Franconie. Ses ancêtres se sont appauvris, une partie de la famille est connue pour être des voleurs.
La nomination de Friedrich von Wirsberg arrive dans un temps agité : afin de renforcer sa position et de faire respecter le retour de ses biens, Wilhelm von Grumbach (de) tente d'enlever le prince-évêque Melchior Zobel von Giebelstadt, deux fois en vain avec Diener et son bras droit Kretzer ; la troisième fois, en avril 1558, Melchior Zobel est assassiné avec ses courtisans Fuchs von Winfurt et Carl von Wenkheim. Les meurtriers s'échappent. Grumbach nie sa participation, mais personne ne le croit, il fuit en France comme l'avait fait Albert II Alcibiade de Brandebourg-Kulmbach. Friedrich von Wirsberg, nommé successeur de Melchior Zobel von Giebelstadt, anime la recherche des assassins. Kretzer est pris à la frontière avec la France et est pendu sans procès.
Le cloître des clarisses de Wurtzbourg, fondée en 1520, est abolie en 1560 par Wirsberg. Les bâtiments sont confiés aux Jésuites en 1567.
Le 26 juillet 1563, le prince-évêque reprend les armoiries de Saint Vitus, le saint patron de Veitshöchheim.
Friedrich Bernbeck (de), membre de la Réforme et bourgmestre de Kitzingen, s'oppose au prince-évêque.
En 1560, Friedrich von Wirsberg expulse les Juifs de Würzburg et des autres villes du diocèse. Selon l'historien Arno Herzig, cette mesure se fait en accord avec son secrétaire Julius Echter von Mespelbrunn et d'autres évêques de l'Empire.
Afin d'assurer une éducation catholique, il fonde un gymnasium le 28 avril 1561.
Il est enterré dans la cathédrale Saint-Kilian de Wurtzbourg. Julius Echter von Mespelbrunn lui succède au titre de prince-évêque et poursuit la Contre-Réforme.

## Source, notes et références
- (de) Cet article est partiellement ou en totalité issu de l’article de Wikipédia en allemand intitulé « Friedrich von Wirsberg » (voir la liste des auteurs).
- (de) Franz Xaver von Wegele, « Friedrich von Wirsberg », dans Allgemeine Deutsche Biographie (ADB), vol. 8, Leipzig, Duncker & Humblot, 1878, p. 60-63
- (de) Alfred Wendehorst, « Friedrich v. Wirsberg », dans Neue Deutsche Biographie (NDB), vol. 5, Berlin, Duncker & Humblot, 1961, p. 598–599 (original numérisé).
- Wissenschaftliche Vereinigung für den Deutschen Orden e.V. und Historische Deutschorden-Compaigne zu Mergentheim 1760 e.V. (Hrsg.): 1300 Jahre Würzburg - Zeichen der Geschichte, Bilder und Siegel der Bischöfe von Würzburg. Heft 23. Lauda-Königshofen 2004. S.46.
- (de) « Publications de et sur Friedrich von Wirsberg », dans le catalogue en ligne de la Bibliothèque nationale allemande (DNB).